# Trịnh Quần Lương
Trịnh Quần Lương (tiếng Trung: 郑群良; sinh tháng 1 năm 1954) là Trung tướng Không quân Quân Giải phóng Nhân dân Trung Quốc (PLAAF). Ông hiện là Phó Tư lệnh Không quân Quân Giải phóng Nhân dân Trung Quốc. Trước đó, ông là Ủy viên dự khuyết Ban Chấp hành Trung ương Đảng Cộng sản Trung Quốc khóa XVIII, Tư lệnh Không quân Quân khu Tế Nam và Tư lệnh Không quân Quân khu Nam Kinh.

## Thân thế và binh nghiệp
Trịnh Quần Lương sinh tháng 1 năm 1954 tại Ngõa Phòng Điếm, tỉnh Liêu Ninh. Ông nhập ngũ tháng 3 năm 1970. Tháng 3 năm 1970 đến tháng 3 năm 1974, Trịnh Quần Lương là chiến sĩ Trung đoàn 369, Sư đoàn 41 Lục quân.
Tháng 3 năm 1974 đến tháng 5 năm 1977, ông theo học tại Học viện Hàng không 5 Không quân. Sau đó, ông trở thành phi công Trung đoàn 2, Sư đoàn 1 Lực lượng hàng không, Không quân Quân Giải phóng Nhân dân Trung Quốc, được phân công làm Trung đội trưởng đại đội Độc lập.
Tháng 9 năm 1984 đến tháng 1 năm 1986, Trịnh Quần Lương học tập tại Học viện Chỉ huy Không quân Quân Giải phóng Nhân dân Trung Quốc. Sau khi tốt nghiệp, ông được phân công đảm nhiệm chức vụ Phó đại đội trưởng đại đội phi hành 1, Trung đoàn 3, Sư đoàn 1 Lực lượng hàng không, Không quân Trung Quốc.
Tháng 9 năm 1986, nhậm chức Tham mưu Ban Tác huấn sở chỉ huy Không quân Đại Liên. Tháng 7 năm 1987 đến tháng 1 năm 1991, ông giữ chức Đại đội trưởng đại đội phi hành 1, Trung đoàn 3, Sư đoàn 1 Lực lượng hàng không, Không quân Trung Quốc, sau thăng chức Phó trung đoàn trưởng.
Tháng 1 năm 1991, ông được bổ nhiệm làm Chủ nhiệm Kiểm tra Ban huấn luyện Bộ tư lệnh Không quân Quân khu Thẩm Dương. Tháng 3 năm 1992, ông được điều động giữ chức Trung đoàn trưởng Trung đoàn 3, Sư đoàn 1 Lực lượng hàng không, Không quân Trung Quốc. Tháng 3 năm 1994, nhậm chức Phó sư đoàn trưởng Sư đoàn 1 Lực lượng hàng không, Không quân Trung Quốc.
Tháng 8 năm 1997, Trịnh Quần Lương được bổ nhiệm làm Sư đoàn trưởng Sư đoàn 1 Lực lượng hàng không, Không quân Quân Giải phóng Nhân dân Trung Quốc. Tháng 12 năm 2003, ông được bổ nhiệm giữ chức Tư lệnh Sở chỉ huy Không quân Vũ Hán. Tháng 7 năm 2005, Trịnh Quần Lương được phong quân hàm Thiếu tướng Không quân.
Tháng 2 năm 2008, ông được điều động làm Tham mưu trưởng Không quân trực thuộc Quân khu Thẩm Dương. Tháng 12 năm 2010, nhậm chức Phó Tư lệnh Không quân trực thuộc Quân khu Tế Nam.
Tháng 7 năm 2011, Trịnh Quần Lương được bổ nhiệm giữ chức vụ Phó Tư lệnh Quân khu Tế Nam kiêm Tư lệnh Không quân trực thuộc Quân khu Tế Nam.
Tháng 7 năm 2012, Trịnh Quần Lương được thăng quân hàm Trung tướng Không quân. Ngày 14 tháng 11 năm 2012, tại Đại hội Đảng Cộng sản Trung Quốc lần thứ 18, Trịnh Quần Lương được bầu làm Ủy viên dự khuyết Ban Chấp hành Trung ương Đảng Cộng sản Trung Quốc khóa XVIII. Tháng 12 năm 2012, Trịnh Quần Lương được điều động giữ chức Tư lệnh Không quân trực thuộc Quân khu Nam Kinh.
Tháng 7 năm 2013, Trịnh Quần Lương được bổ nhiệm giữ chức vụ Phó Tư lệnh Không quân Quân Giải phóng Nhân dân Trung Quốc (PLAAF).